# Die Sternenjäger
Die Sternenjäger (jap. 宇宙船サジタリウス, Uchūsen Sajitariusu; wörtlich: „Raumschiff Sagittarius“) ist eine Anime-Fernsehserie von Nippon Animation, die in Japan 1986 gezeigt wurde. Sie gewann den Astro-Boy-Preis des japanischen Anime Festivals 1988 und wurde auch im deutschen Fernsehen gezeigt. Die Handlung basiert auf der Science-Fiction-Comicserie Altri Mondi des italienischen Zeichners Andrea Romoli.

## Inhalt
Die Serie handelt von den Abenteuern der drei Hauptcharaktere Toppy, Rana und Giraffe. Die Piloten Toppy und Rana arbeiten für das Weltraum-Transportunternehmen Cosmo, ihr Schiff ist die Sagittarius. Als sie von Giraffe, einem jungen Archäologen, den Auftrag erhalten nach der verschollenen Professor Ela (auch Anne) zu suchen, kaufen sie das Schiff und übernehmen den Auftrag auf eigene Faust. Professor Ela ist Vorbild und Angebetete von Giraffe, sie verschwand auf einer Forschungsreise nach Vega 3. Zu ihnen stößt später, als sie Ela finden, Sibip, eine Sängerin von Vega 3. Zwischen den drei Hauptfiguren wächst eine Freundschaft und gemeinsam erleben sie zahlreiche Abenteuer im Weltall, wenn sie zusammen mit Professor Anne unerforschte Planeten besuchen. Oft geraten sie in Gefahr, doch ihre Freundschaft hilft ihnen immer, sich in letzter Minute zu retten.

## Produktion und Veröffentlichung
Die Serie entstand bei Nippon Animation unter der Regie von Kazuyoshi Yokota, verantwortliche Produzenten waren Kyōzō Utsunomiya und Ryūji Matsudo. Das Charakterdesign stammt von Noboru Takano, Sadahiko Sakamaki und Shuichi Seki; die Drehbücher schrieben vorrangig Nobuyuki Isshiki und Nobuyuki Fujimoto. Die 77 Folgen wurden vom 10. Januar 1986 bis 3. Oktober 1987 auf TV Asahi gezeigt.
Die Serie ist 2001 in Japan auf DVD als limitierte Edition erschienen. NBC Universal Japan veröffentlichte im Dezember 2014 eine HD-geremasterte Fassung auf Blu-ray.
Canal Famille zeigte eine französische Fassung des Animes. Eine deutsche Synchronisation wurde mehrfach ausgestrahlt, von Kabel 1, DF1, ProSieben und Junior.

## Synchronisation
Die deutsche Fassung entstand bei der Berliner Synchron unter der Regie von Tom Deininger nach dem Dialogbuch von Winfried Weiss.
| Charakter             | Japanischer Sprecher (Seiyū)    | Deutscher Sprecher     |
| --------------------- | ------------------------------- | ---------------------- |
| Toppy                 | Bin Shimada (als Toshi Shimada) | Elmar Gutmann          |
| Rana                  | Ken’ichi Ogata                  | Hans Hohlbein          |
| Giraffe               | Yoku Shioya                     | Kaspar Eichel          |
| Professor Anne        | Maya Okamoto                    | Philine Peters-Arnolds |
| Sibib                 | Mitsuko Horie                   |                        |
| Pete                  | Gara Takashima                  |                        |
| Grand National        | Atsuko Mine                     |                        |
| Barbara               | Naoko Matsui                    |                        |
| Lulu                  | Yuriko Yamamoto                 |                        |
| Aminsa                | Yoshino Takamori                |                        |
| Dr. Dongshi           | Kōichi Chiba                    |                        |
| Dime/Karin            | Eriko Hara                      |                        |
| Franken               | Banjō Ginga                     |                        |
| Prinzessin Luna       | Kumiko Takizawa                 |                        |
| Präsident Minh Gadget | Minoru Inaba                    |                        |
| Paranoa               | Yoshiko Sakakibara              |                        |
| Prinzessin Favara     |                                 | Diana Borgwardt        |

## Musik
Die japanischen Vor- und Abspanntitel sind Stardust Boys (スターダストボーイズ, dt. „Sternstaubjungs“) und Yume Kōnen (夢光年, dt. „Traumlichtjahr(e)“), sie werden von Hironobu Kageyama gesungen. Die Musik der Serie komponierte Haruki Mino.

## Episodenliste
| Episode | Deutscher Titel                   | Originaltitel                        |
| ------- | --------------------------------- | ------------------------------------ |
| 01      | Abenteuer Vega Drei               | 消えた美人教授を追え!                |
| 02      | Sibib, die Außerirdische          | 謎の異性人!?シビップ現わる           |
| 03      | Keine Spur von Ela                | 追跡！トッピー危機一髪               |
| 04      | Im Reich der fliegenden Schlangen | 空飛ぶ蛇！赤ちゃん怪獣を救え         |
| 05      | Rettung in letzter Minute         | ライララ村は不思議な村               |
| 06      | Auf Kriegsfuß                     | アン教授の恋の秘密兵器               |
| 07      | Das unheimlich friedliche Dorf    | ケンカをやって幸せになろう           |
| 08      | Unter Räubern                     | 強盗こそすてきな商売!                |
| 09      | Der große Alota                   | 死の山の魔王の正体は?                |
| 10      | Giraffe auf der Flucht            | 子供にわからない親の気持ち           |
| 11      | Gulungas letzte Warnung           | 謎の消える怪獣・ガルの襲撃           |
| 12      | Expedition zum Berg des Todes     | 意外、シビップは魔王の変身!          |
| 13      | Das Geheimnis von Mu              | まさか！シビップの歌のヒミツ         |
| 14      | Planet in Gefahr                  | 未知の星の王女パルバラ姫             |
| 15      | Jenseits von Andromeda            | 逃げたらあかん！魔王のワナだ         |
| 16      | Die Traumblumen                   | 花に酔ったらおしましよ               |
| 17      | Die Doppelgänger                  | ナント！もうひとりの僕が…君がいる    |
| 18      | Der wütende Wald                  | 森が泣く！地面が血を流す             |
| 19      | Glück im Unglück                  | 最終兵器スイードの謎                 |
| 20      | Endlich wieder daheim             | 肉がなくてもラザニアは最高の味       |
| 21      | Die Entführung                    | 子供を返せ！恋人に逢いたい           |
| 22      | Verliebt bis über beide Ohren     | えっ！ルルとジラフは傘マーク         |
| 23      | Der beste Maler im All            | 美女になったラナ子さん               |
| 24      | Rückkehr aus dem Jenseits         | 死んだふりして死んだラナ !?          |
| 25      | Verraten und verkauft             | 銃声に消えた幻のトランペット         |
| 26      | Liebe ist die beste Waffe         | 最終兵器に勝った武器                 |
| 27      | Gefährliche Fracht                | 消えゆく珍獣ダイム登場               |
| 28      | Alarmstufe Rot                    | 怪物を可愛い息子と言う老婆           |
| 29      | Sibib beim Zirkus                 | ダイムの皮膚を狙え!                  |
| 30      | Finstere Hexenpläne               | スター誕生！ラナ舞い上がる           |
| 31      | Der blaue Riese                   | 怪物フランケンの裏切り               |
| 32      | Frankenstein muß sterben          | 滅びゆく動物たちに捧げる挽歌         |
| 33      | Der Geisterplanet                 | 死の惑星のすすり泣くオルガン         |
| 34      | Angriff der Orloggianer           | 石像が動いた！襲ってくる…            |
| 35      | Das geheimnisvolle Auge           | “働ケナイ者ハ消セ!”                  |
| 36      | Herrscher über Leben und Tod      | 死を呼ぶサイレンvsシビップの歌       |
| 37      | "Z" wie Zeitbombe                 | 焼却炉に捨てられた謎の物体Z          |
| 38      | Die Explosion                     | 巨人シビップを撃ったラナ             |
| 39      | Jagd auf Formel Z                 | 絶体絶命！遂に…死の灰の汚染          |
| 40      | Weltraumpiraten                   | 男の嫉妬で海賊退治                   |
| 41      | Notlandung auf Brilli             | えっ！海賊の正体はマルク社長         |
| 42      | Das unterirdische Labyrinth       | 迷宮の黄金伝説                       |
| 43      | Der Hüter des Schatzes            | 黄金伝説の意外な秘密                 |
| 44      | Gefährliche Flitterwochen         | ウッソォ！ジラフが二重結婚!?         |
| 45      | Die Kepocks                       | ナント！新婚旅行が離婚旅行           |
| 46      | Prinzessin Luna                   | 火炎放射器に勝った焼きイモ           |
| 47      | Die heiligen Vögel                | 怪鳥パラドンをあやつる大統領         |
| 48      | Zwischen Himmel und Erde          | 砲弾が…雪崩が…怪鳥が襲う!            |
| 49      | Gamins letztes Stündchen          | 死刑台のパラドン祭り                 |
| 50      | Spurlos verschwunden              | 消えたラナ！うまいスープの罠         |
| 51      | Das falsche Paradies              | 超美人パラノアの恐るべき正体         |
| 52      | Allein gegen alle                 | トッピーを噛め！猛毒昆虫!            |
| 53      | 30.000 Lichtjahre entfernt        | 113才の子供カリン登場!!              |
| 54      | Carin und die Geheimagenten       | 女スパイを母と慕うカリン             |
| 55      | Rettende Tränen                   | カリンの最後！シビップ泣く           |
| 56      | Die Pechsträhne                   | 助けてェ～ペポ!!シビップ故郷へ       |
| 57      | Sibib wird verkauft               | お願い!!シビップ買って下さい         |
| 58      | Ein Ende mit Schrecken            | 遂に、シビップはく製になる…!?        |
| 59      | Die Monster-Legende               | アン教授・怪物デルダンのいけにえに…  |
| 60      | In der Höhle des Ungeheuers       | ラナ怪物退治の神様になる             |
| 61      | Das Ende der Deldans              | アッと驚く怪物デルダンの意外な正体   |
| 62      | Die Mauer                         | 国境の壁になったサジタリウス号       |
| 63      | Auge um Auge, Zahn um Zahn        | 女王をもてあそぶゴゼット教師の陰謀   |
| 64      | Aus der Traum                     | ゴゼット教師遂に国王となる!          |
| 65      | Das große Los                     | 3人の奇妙な乗客と死の星への不時着!?  |
| 66      | Sabotage im All                   | トッピーを見殺しにしたトライ少佐     |
| 67      | Die Krabbenroboter                | 札束で防げ！カニロボットの襲撃       |
| 68      | Das schwarze Loch                 | やったあ！宇宙一の宝石を発見         |
| 69      | Der Andromeda-Juwel               | 俺達はぜい沢ざんまい大金持ち         |
| 70      | Wie gewonnen, so zeronnen         | 心まどわす秘宝の恐ろしい輝き         |
| 71      | Andere Planeten, andere Sitten    | えっ！ハイジャック犯人はC級の少年    |
| 72      | Das Duell                         | 第七惑星は天国れずか地獄れずか?      |
| 73      | Der siebte Planet                 | 生きぬけ！がんばれ！カメの赤ちゃん   |
| 74      | Der Meteoritenschwarm             | いちかばちか！トッピー遂に死の輸送便 |
| 75      | Toppys letzter Auftrag            | 便利舎解散！全員ばらばらトラバーユ   |
| 76      | Verschollen im Weltraum           | 暗黒の宇宙へ一人で消えたトッピー     |
| 77      | Für immer Freunde                 | 別人？記憶喪失？うりふたつのトッピー |

## Rezeption
In der Anime Encyclopedia wird der Anime als „charmante kleine Fantasy-Serie“ mit anthropomorphen Tieren im Stil von Sherlock Hound und Montana Jones beschrieben.